# Боївка Служби безпеки
Боївка Служби безпеки — структурний підрозділ Служби безпеки (СБ) ОУНР періоду збройної боротьби. Діяли в 1940—1950-ті при референтурах СБ усіх рівнів адміністративно-територіального поділу ОУН і виконували спеціальні, охоронні та бойові функції.
Окрема боївка СБ налічувала, як правило, від 3 до 8 осіб; численні боївки поділялися на рої (відділення). Для виконання важливих бойових операцій кілька боївок СБ об'єднувалися в одну військову групу.
Найвідоміші операції — визволення провідних діячів ОУН — О. Гасина, Я. Старуха та Д. Грицая із в'язниць гестапо у Львові та Дрогобичі, взяття м. Радехів на Львівщині та ін.